# マリー・フォン・プロイセン (1579-1649)
マリー・フォン・プロイセン（Marie von Preußen, 1579年1月23日 - 1649年2月21日）は、プロイセン公爵家の公女で、ブランデンブルク＝バイロイト辺境伯クリスティアンの妻。

## 生涯
プロイセン公アルブレヒト・フリードリヒとその妻でユーリヒ＝クレーフェ＝ベルク公ヴィルヘルム（富裕公）の娘であるマリー・エレオノーレの間の次女として生まれ、姉妹たちと一緒にケーニヒスベルク城で育てられた。1604年4月29日にクルムバッハのプレッセンブルク城において、クリスティアンと結婚した。父に男子相続者が無かったため、父が死ぬとマリーとその姉妹たちはプロイセン公領およびユーリヒ＝クレーフェ＝ベルク公領の相続問題に巻き込まれた。
マリーは1613年に婚資（寡婦財産）としてハークのシュレーツ（Schreez）とクルムバッハ（Culmbach）の2つの荘園領を与えられた。これらの荘園から上がる地代収入は、マリーの隠遁所となるウンターンシュレーツの城館（Schloss Unternschreez）の改装費用に回された。三十年戦争が起きると、マリーとその家族はフランケン地方に避難し、領地があちこち荒廃したために経済的にかなり窮乏した生活を余儀なくされた。
1649年に死去し、生前に自らが祭壇を寄贈していたバイロイト市教会（Stadtkirche (Bayreuth)）に葬られた。

## 子女
夫との間に5男4女の9人の子女をもうけた。
- エリーザベト・エレオノーレ（1606年）
- ゲオルク・フリードリヒ（1608年）
- アンナ・マリア（1609年 - 1680年） - 1639年、エッゲンベルク侯ヨハン・アントン1世と結婚
- アグネス・ゾフィー（1611年）
- マグダレーナ・ジビュレ（1612年 - 1687年） - 1638年、ザクセン選帝侯ヨハン・ゲオルク2世と結婚
- クリスティアン・エルンスト（1613年 - 1614年）
- エルトマン・アウグスト（1615年 - 1651年） - バイロイト辺境伯世子
- ゲオルク・アルブレヒト（1619年 - 1666年） - クルムバッハ辺境伯
- フリードリヒ・ヴィルヘルム（1620年）